# Vandenhoeck & Ruprecht

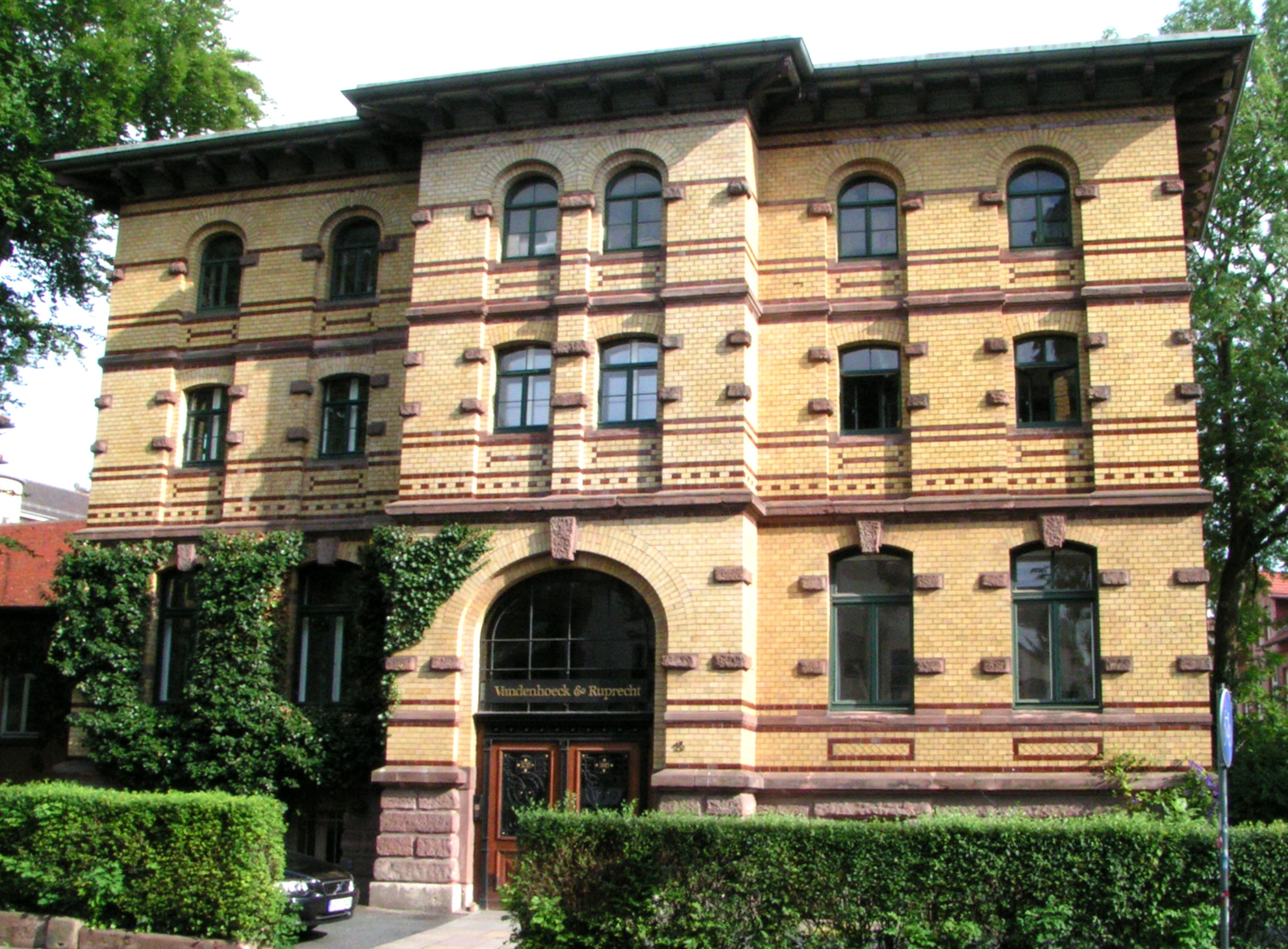
Le bâtiment de l'éditeur à Göttingen.

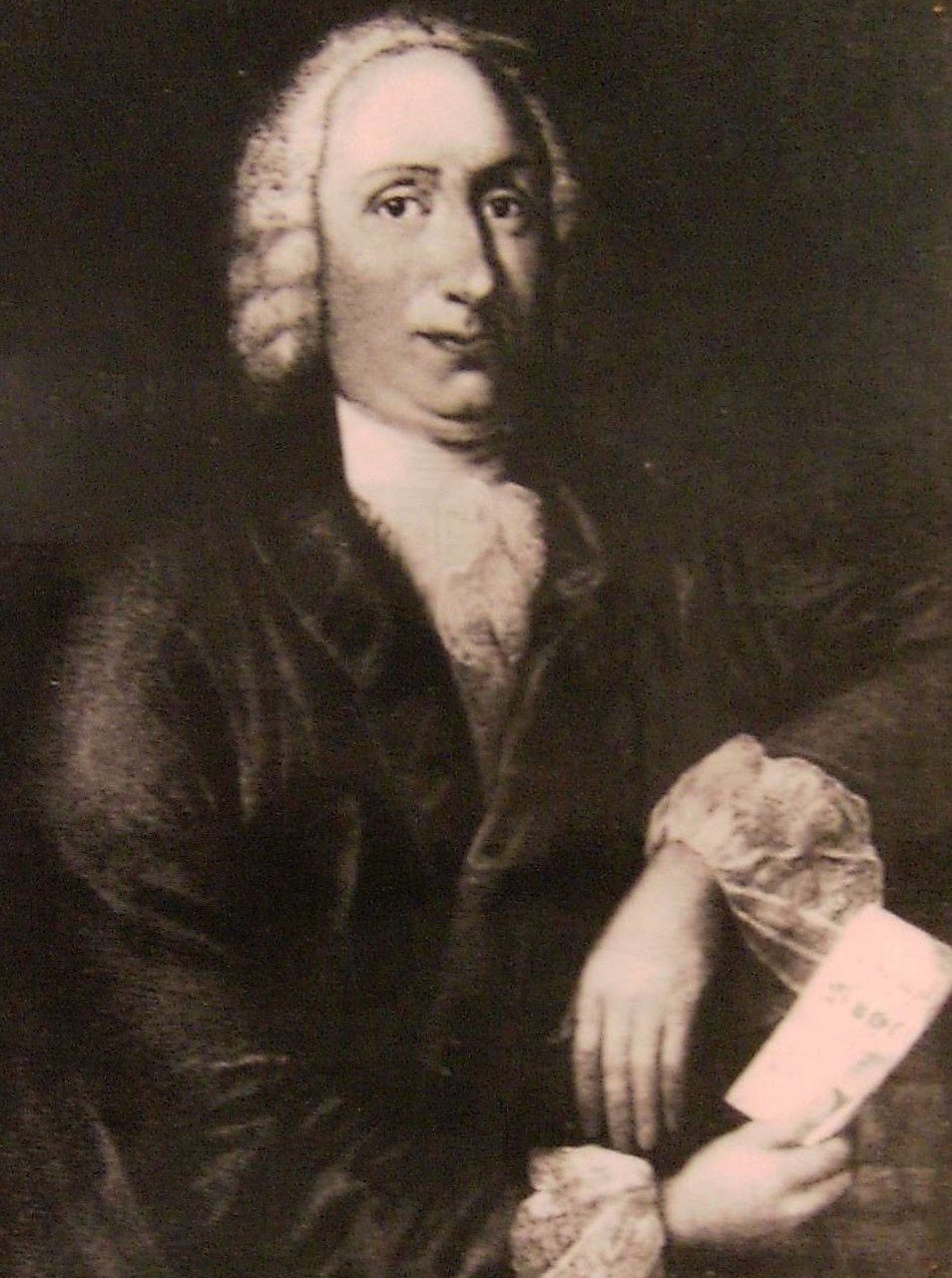
.

Vandenhoeck & Ruprecht (V&R) est une maison d'édition basée à Göttingen, en Allemagne. Fondée en 1735 par Abraham Vandenhoeck (de) (1700-1750) dans le cadre de la création de la Georg-August-Universität dans la même ville, elle publie essentiellement des ouvrages scientifiques.   

## Histoire
Après la mort d'Abraham Vandenhoeck en 1750, sa veuve d'origine anglaise, Anna Vandenhoeck, née Parry (morte en 1787) poursuit avec succès l'entreprise avec Carl Friedrich Günther Ruprecht (né en 1730), qui était entré comme apprenti dans l'entreprise en 1748 à l'âge de 18 ans. À la mort d'Anna Vandenhoeck en 1787, Ruprecht reprend l'entreprise qu'il dirige jusqu'à sa mort en 1816, quand il est remplacé par son fils de 25 ans, Carl August Adolf Ruprecht (1791-1861). La direction de l'entreprise est restée entre les mains de la famille Ruprecht pendant sept générations. 
Les principaux domaines traditionnels des publications de V&R sont la théologie et la religion, l'histoire, l'histoire ancienne, la philosophie et la philologie. Ces publications scientifiques sont complétées par des manuels scolaires et des publications non universitaires. 
En 1935, l'Académie des sciences de Göttingen confie à Vandenhoeck & Ruprecht la responsabilité de ses publications. Il s'agit notamment de l'Abhandlungen der Akademie der Wissenschaften zu Göttingen, de la Nachrichten der Akademie der Wissenschaften zu Göttingen et de la Göttingische Gelehrte Anzeigen, cette dernière étant la plus ancienne revue académique de la région germanophone. 
Pendant la période nazie, V&R publie le journal Junge Kirche, porte-parole du mouvement protestant anti-nazi « Église confessante ». Le périodique est interdit de parution par les autorités en 1941 ; pendant le reste de la Seconde Guerre mondiale, la société est contrainte de limiter ses publications à la philologie, aux sciences naturelles et aux manuels pour l'enseignement scolaire. Après la guerre, elle revient à ses ambitions antérieures d'être une presse universitaire complète.   